# Arrifes
Arrifes ist eine portugiesische Gemeinde (Freguesia) im Kreis (Município) von Ponta Delgada auf der Azoreninsel São Miguel. In ihr leben 7294 Einwohner (Stand 19. April 2021).